# Metropolitan Museum of Art
Metropolitan Museum of Art, The Met, är ett av världens största och mest betydelsefulla konstmuseer, beläget vid Central Park på Manhattan i New York. Det invigdes 20 februari 1872, och har en permanent samling med över två miljoner konstverk.
The Mets permanenta samlingar kureras av sjutton separata avdelningar, var och en med specialiserad personal av kuratorer och forskare, samt sex bevarandeavdelningar och en avdelning för vetenskaplig forskning. De permanenta samlingarna omfattar konstverk från den klassiska antiken och antika Egypten, målningar och skulpturer från nästan alla europeiska mästare, och en omfattande samling av amerikansk och modern konst.
The Met har en omfattande samling av afrikansk, asiatisk, oceanisk, bysantinsk och islamisk konst. Museet hyser även encyklopediska samlingar av musikinstrument, kostymer och accessoarer, antika vapen och rustningar från hela världen. Ett stort antal tidstypiska rum, allt från Rom från det första århundradet till modern amerikansk design, är permanent installerade i The Mets gallerier.
Utöver sina permanenta utställningar anordnar och arrangerar The Met stora reseshower under hela året.

## Bilder

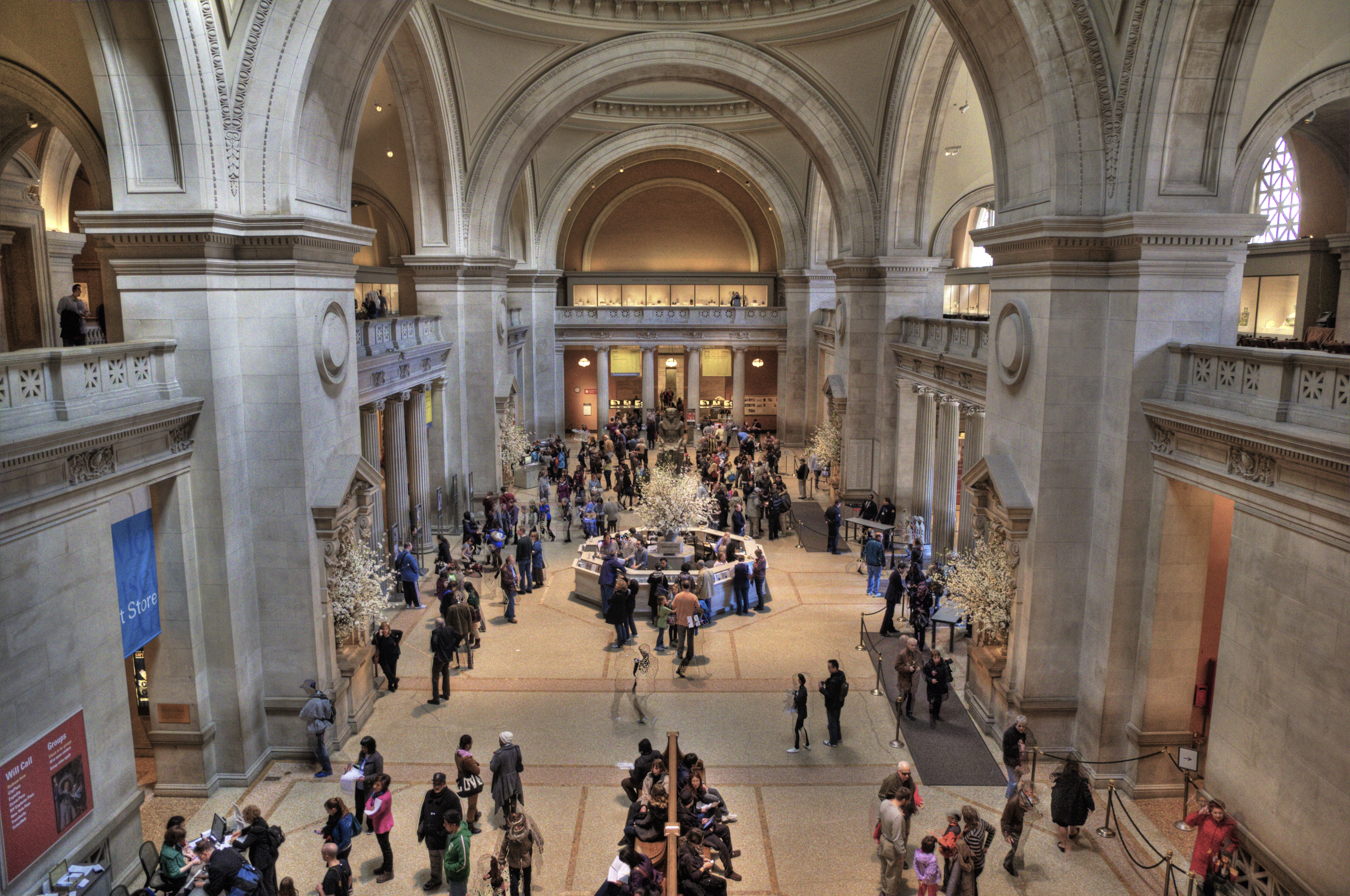
Stora hallen.
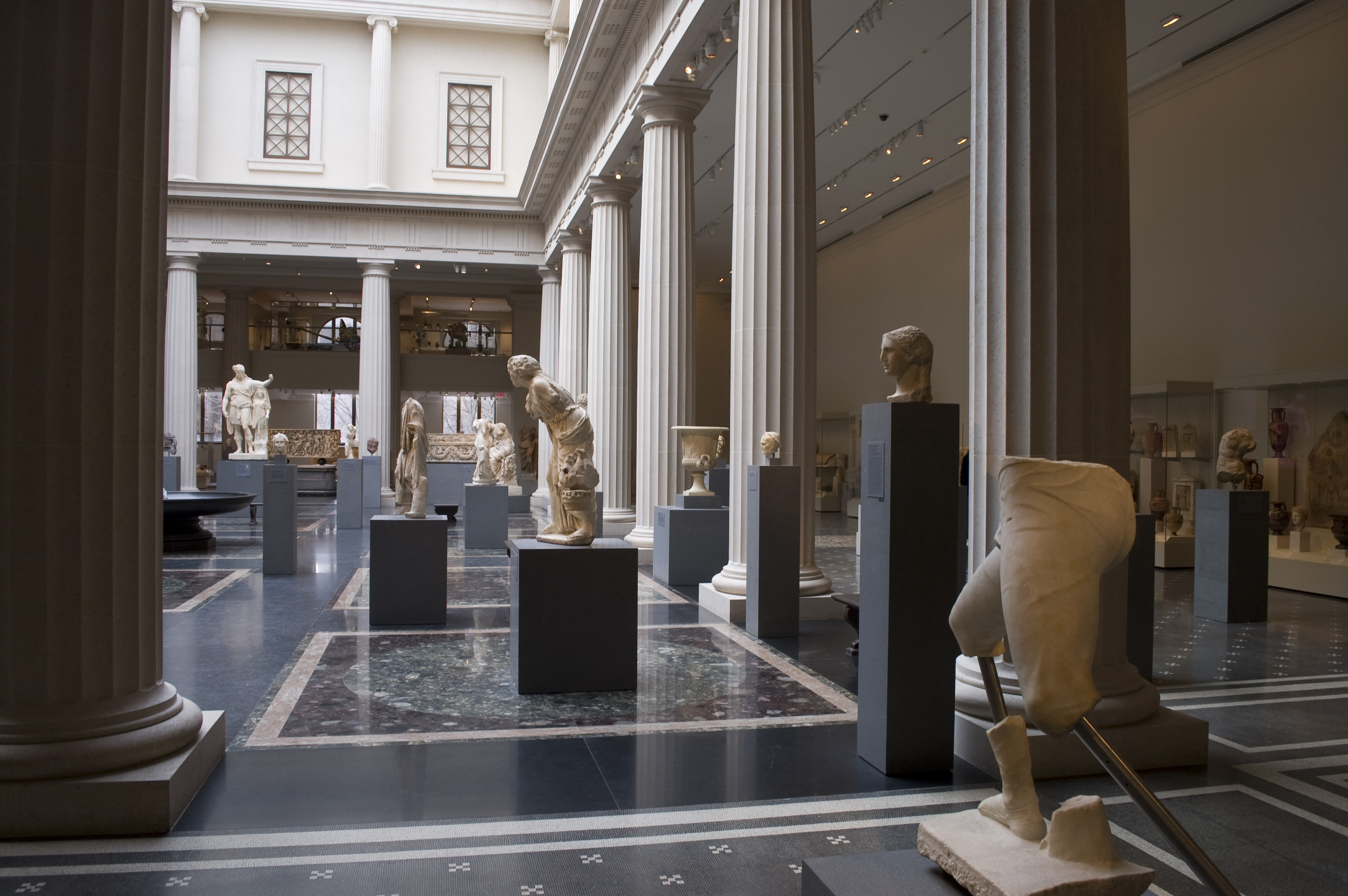
Romersk skulptur.
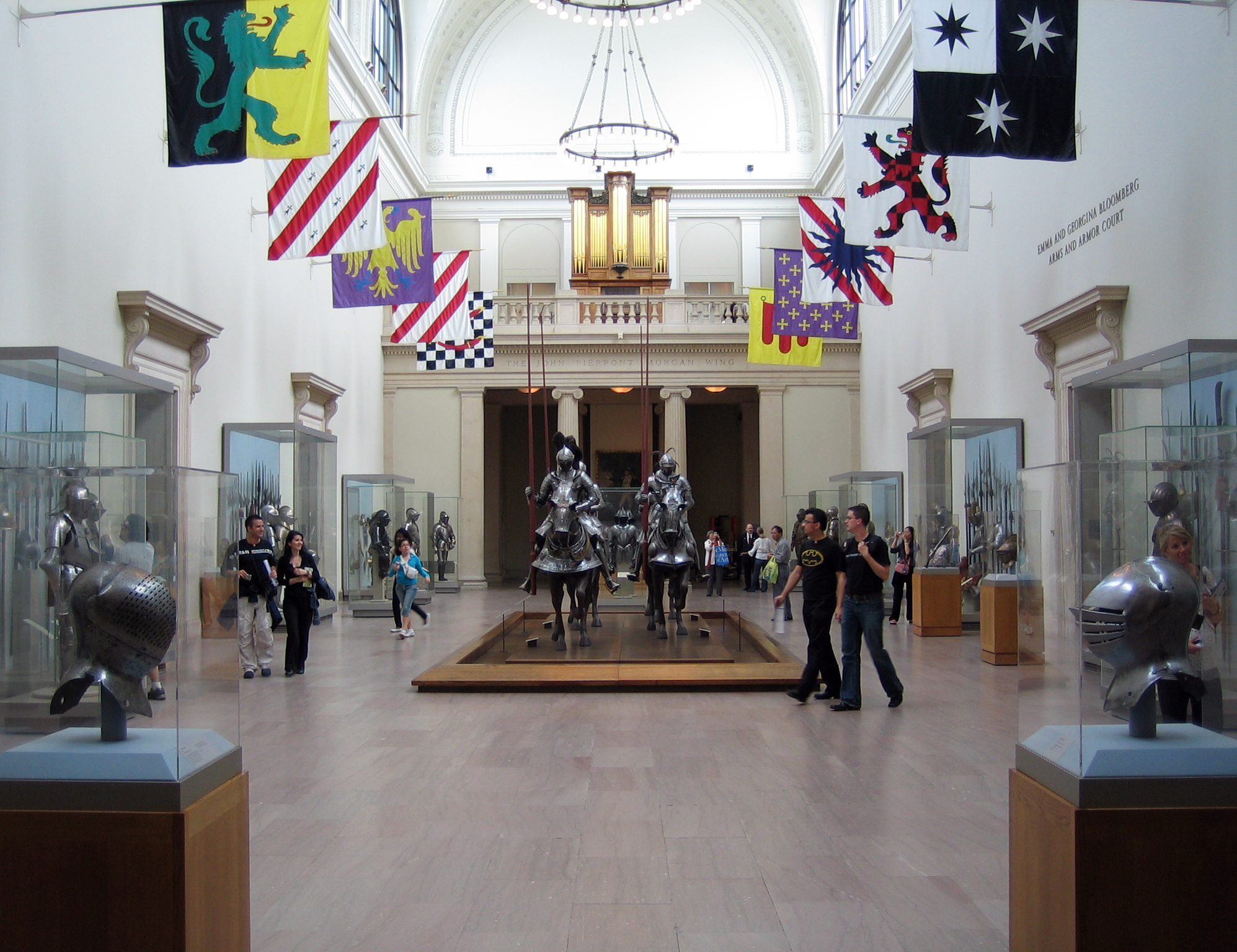
Vapen och medeltiden.
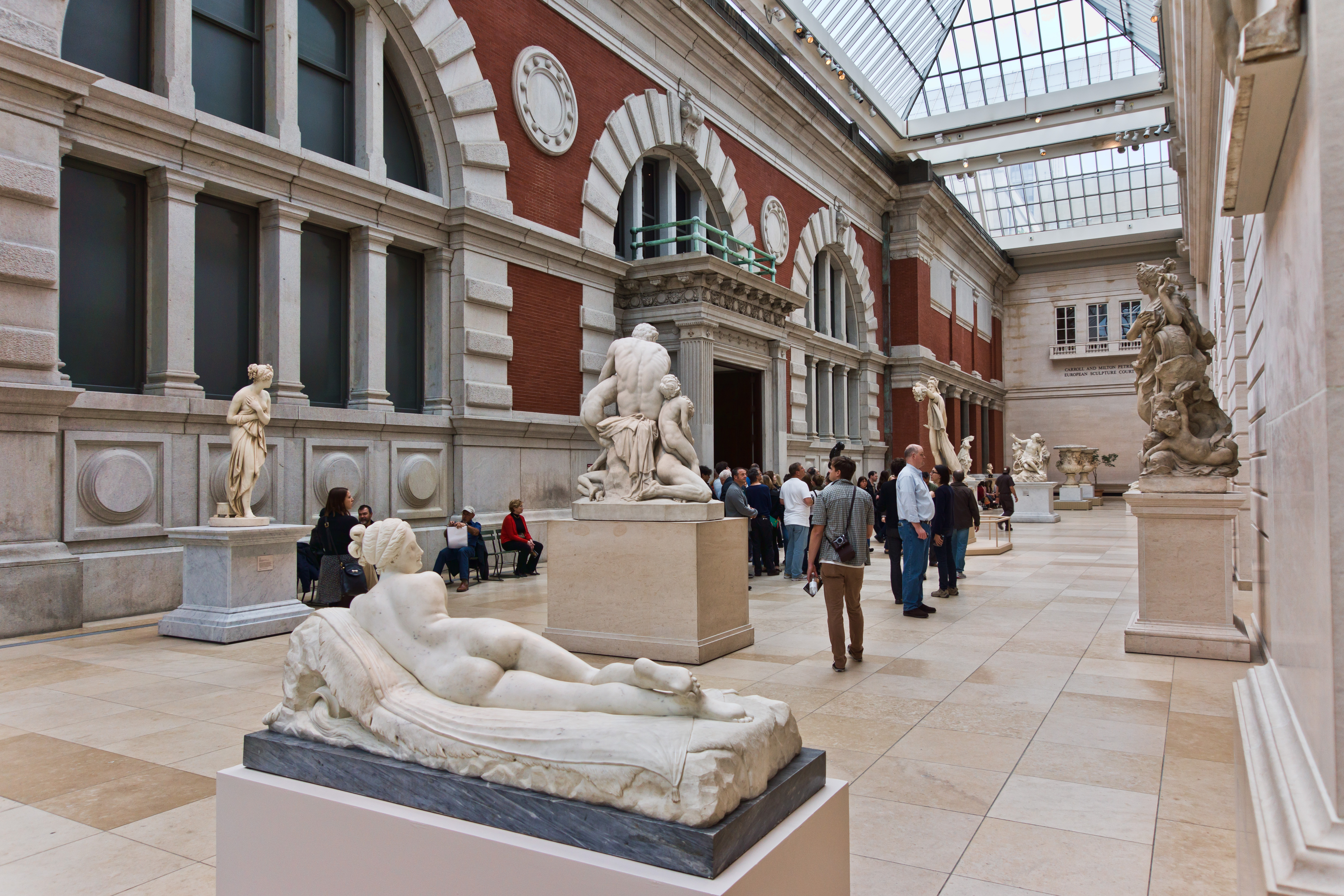
Europeisk skulptur
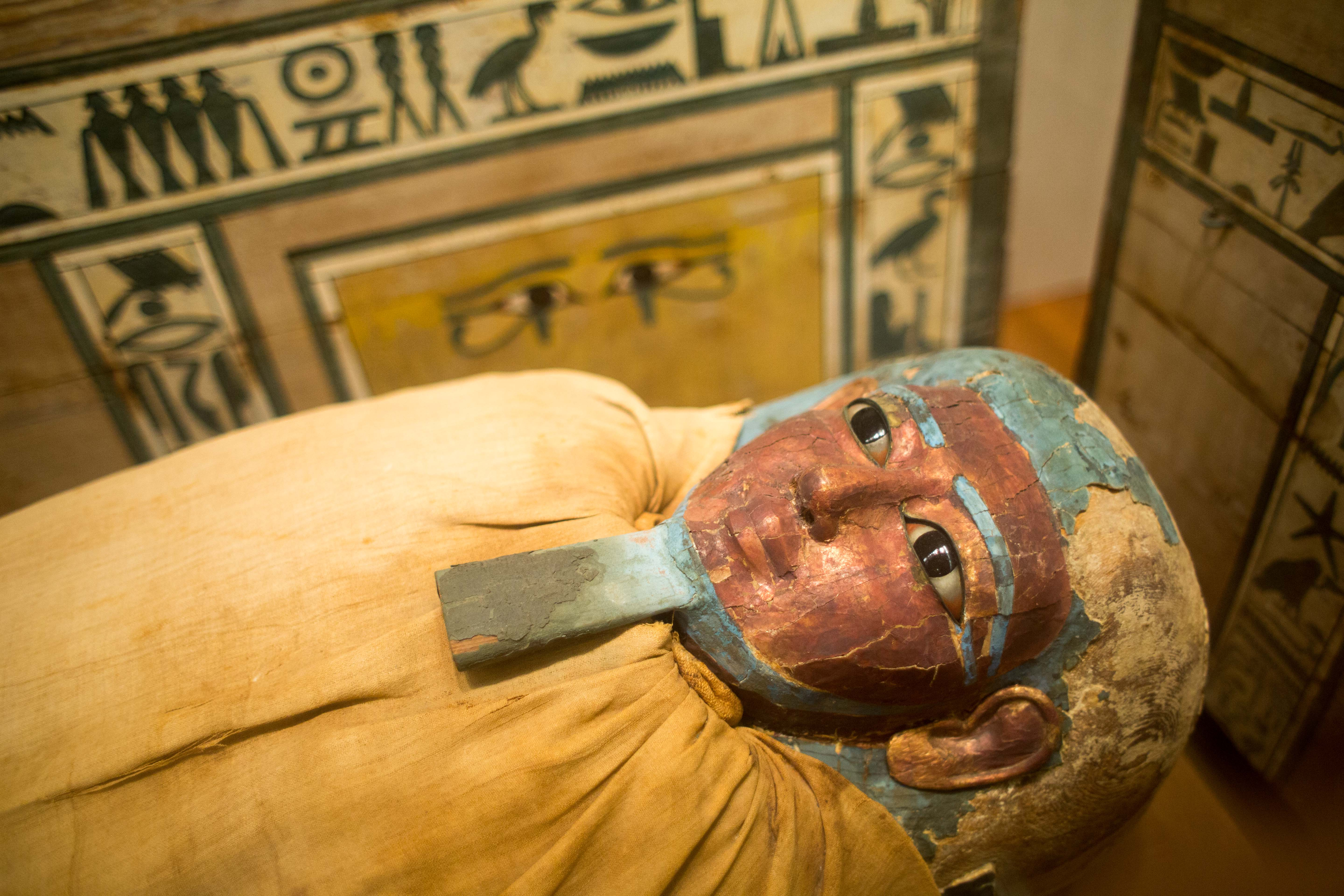
Egyptisk mumie.
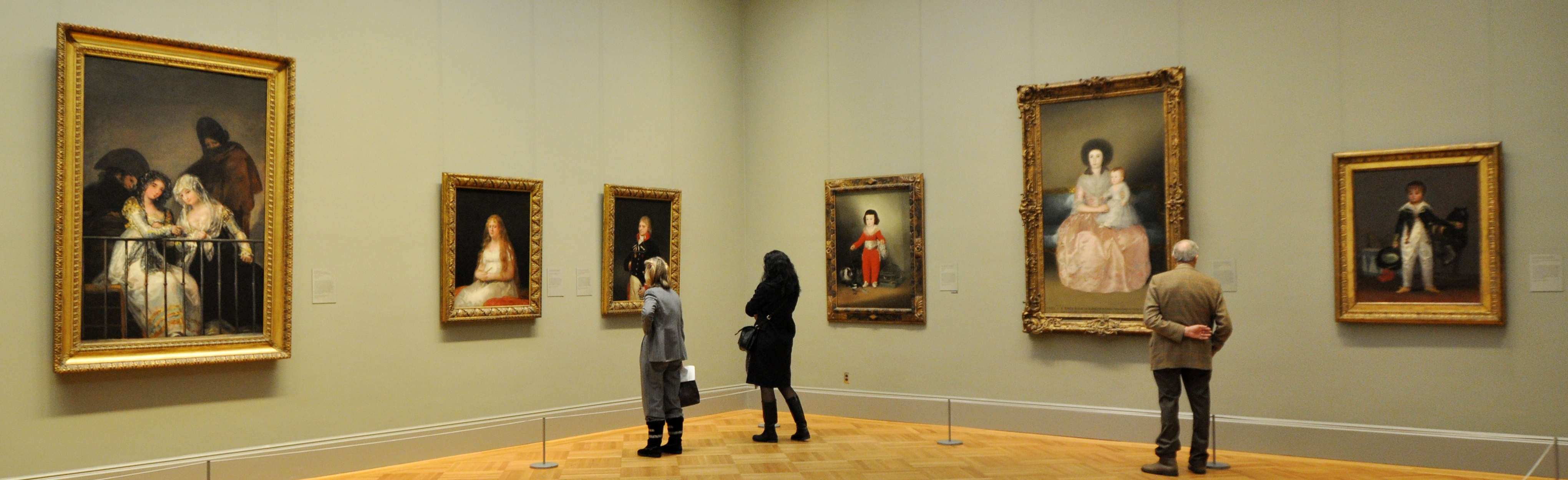
Europeiskt måleri.

## Direktörer
- Luigi Palma di Cesnola, 1879–1904
- Caspar Purdon Clarke, 1904–1910
- Edward Robinson, 1910–1931
- Herbert Eustis Winlock, 1932–1939
- Francis Henry Taylor, 1940–1955
- James Rorimer, 1955–1966
- Thomas Hoving, 1967–1977
- Philippe de Montebello, 1978–2008
- Thomas P. Campbell, 1 januari 2009–december 2017
- Max Hollein, 2018–

Denna lista hämtas från Wikidata. Informationen kan ändras där.